# The Power and the Glory (album)
The Power and the Glory – szósty album studyjny grupy Gentle Giant z 1974 roku. Nagrania dotarły do 78. miejsca listy Billboard 200 w USA.

## Lista utworów
Źródło.
Wszystkie utwory skomponowali Kerry Minnear, Derek Shulman, Ray Shulman.
Strona A
1. „Proclamation” – 6:48
2. „So Sincere” – 3:52
3. „Aspirations” – 4:41
4. „Playing the Game” – 6:46

Strona B
1. „Cogs in Cogs” – 3:08
2. „No God’s a Man” – 4:28
3. „The Face” – 4:12
4. „Valedictory” – 3:21

Bonusy na zremasterowanym wydaniu
1. „Proclamation (live)” – 4:54
2. „The Power and the Glory” – 2:53

## Skład
Źródło.
- Derek Shulman – śpiew, Shulberry, saksofony
- Kerry Minnear – instrumenty klawiszowe, organy, śpiew, wiolonczela
- Ray Shulman – gitara basowa, skrzypce, śpiew
- Gary Green – gitary, śpiew
- John Weathers – perkusja, instrumenty perkusyjne